# 초월
초월(超越)은 인식이나 경험의 범위 밖에 있는 것으로, 그 전형은 신이라고 한다. 초월적이라는 것과 함께 쓰인다.
1. 신. 키에르케고르의 말로는 절대타자(絶對他者). 야스퍼스의 주장으론 포월자(包越者).
2. 물(物) 자체. 칸트는 이것을 초월적이라고 했다.
3. 의식과는 독립된 것에 대하여 쓰이는 말.
4. 하이데거의 실존은 미래를 향해 투기(投企)하는 것, 실제로 있는 자기를 초월하는 것 등을 초월한다고 말한다.

## 같이 보기
- 내재
- 매슬로의 욕구단계설
- 유물론
- 메타
- 초월명상
- 초월주의